# Kadıköy (district)
Kadıköy (Grieks: Χαλκηδών, Chalcedon) is een van de oudste stadsdelen van Aziatisch Istanboel en is een district van de provincie Istanboel, Turkije. Kadıköy is sinds 1928 een apart district. Toentertijd scheidde het van Üsküdar, dat tegenwoordig samen met Kartal, Ümraniye en Maltepe een buurdistrict is. Kadıköy ligt aan de Zee van Marmara, in het Aziatische gedeelte van Istanboel. Met de vele bars, bioscopen en boekhandels wordt Kadıköy ook wel het culturele middelpunt van Aziatisch Istanboel genoemd.
Kadıköy is 34 vierkante kilometer groot en telde 744.670 inwoners in 2007. Het district ligt gemiddeld 120 meter boven zeeniveau. Uit opgravingen tussen 1942 en 1952 zijn in Kadıköy vele botten, skeletten, vazen, beelden e.d. gevonden. Deze voorwerpen zouden afstammen van circa 3000 voor Christus. Dit geeft aan dat Kadıköy een bewoond gebied was ver voordat Istanboel (of Byzantium) gesticht werd. In vroegere tijden was de plaats bekend als Chalcedon.
Tegenwoordig is Kadıköy een belangrijk residentieel en economisch district van Istanboel. In Kadıköy bevinden zich het spoorwegstation Haydarpaşa, busstation Harem, de Universiteit van Marmara, de Universiteit van Yeditepe, het Şükrü Saracoğlu Stadion, vele moskeeën, havens, winkelstraten, historische huizen, etc. Door de ligging (Azië) is Kadıköy niet zo bekend bij toeristen.

## Afbeeldingen

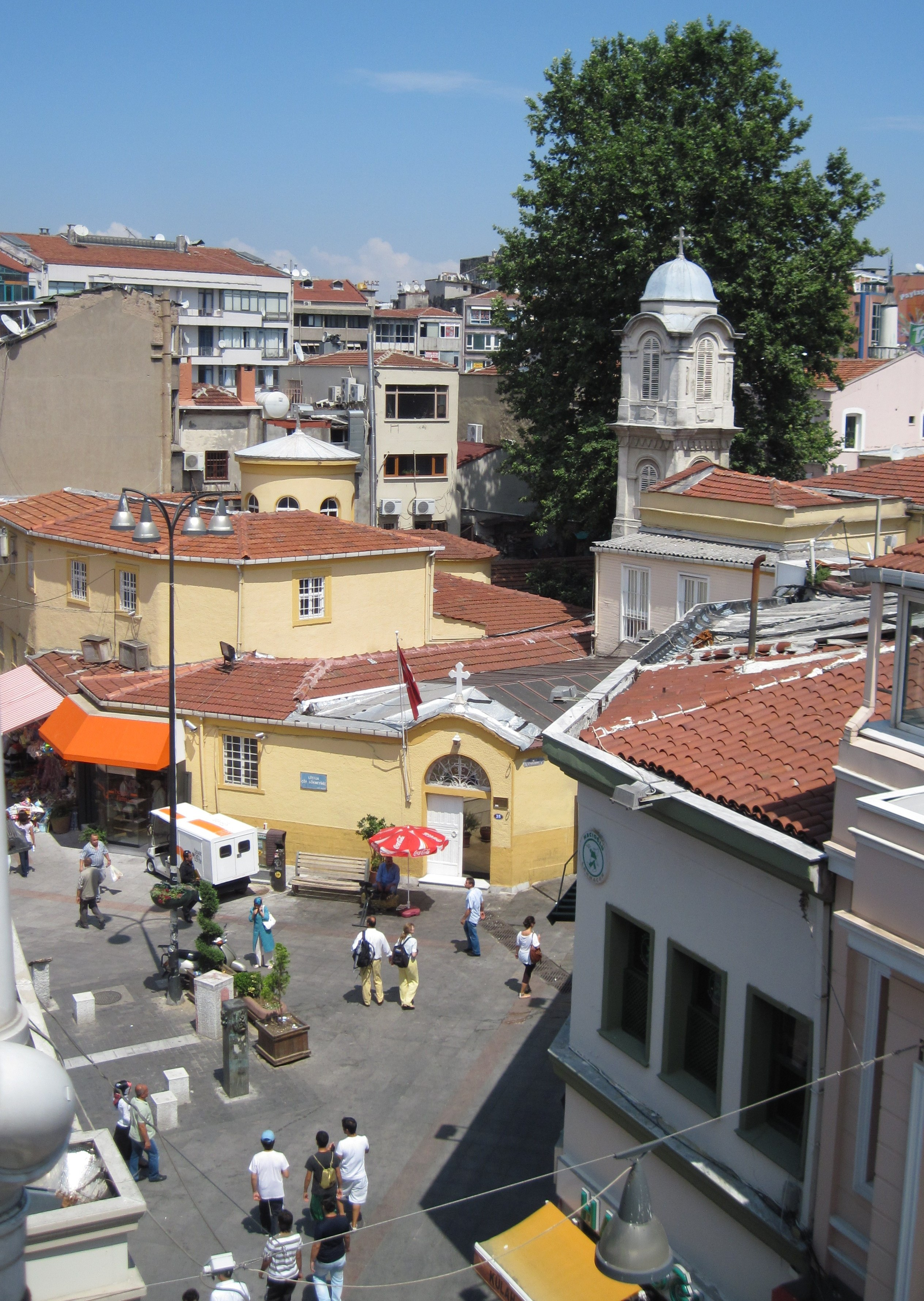
Sancte Euphemiakerk
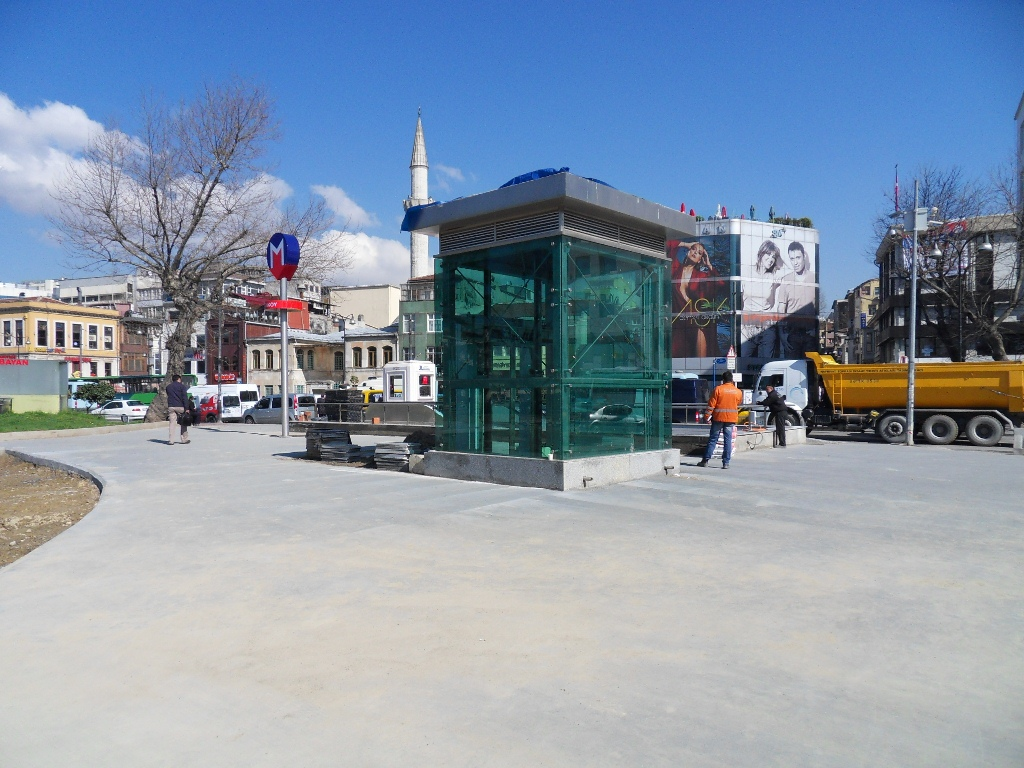
Het metrostation in Kadıköy
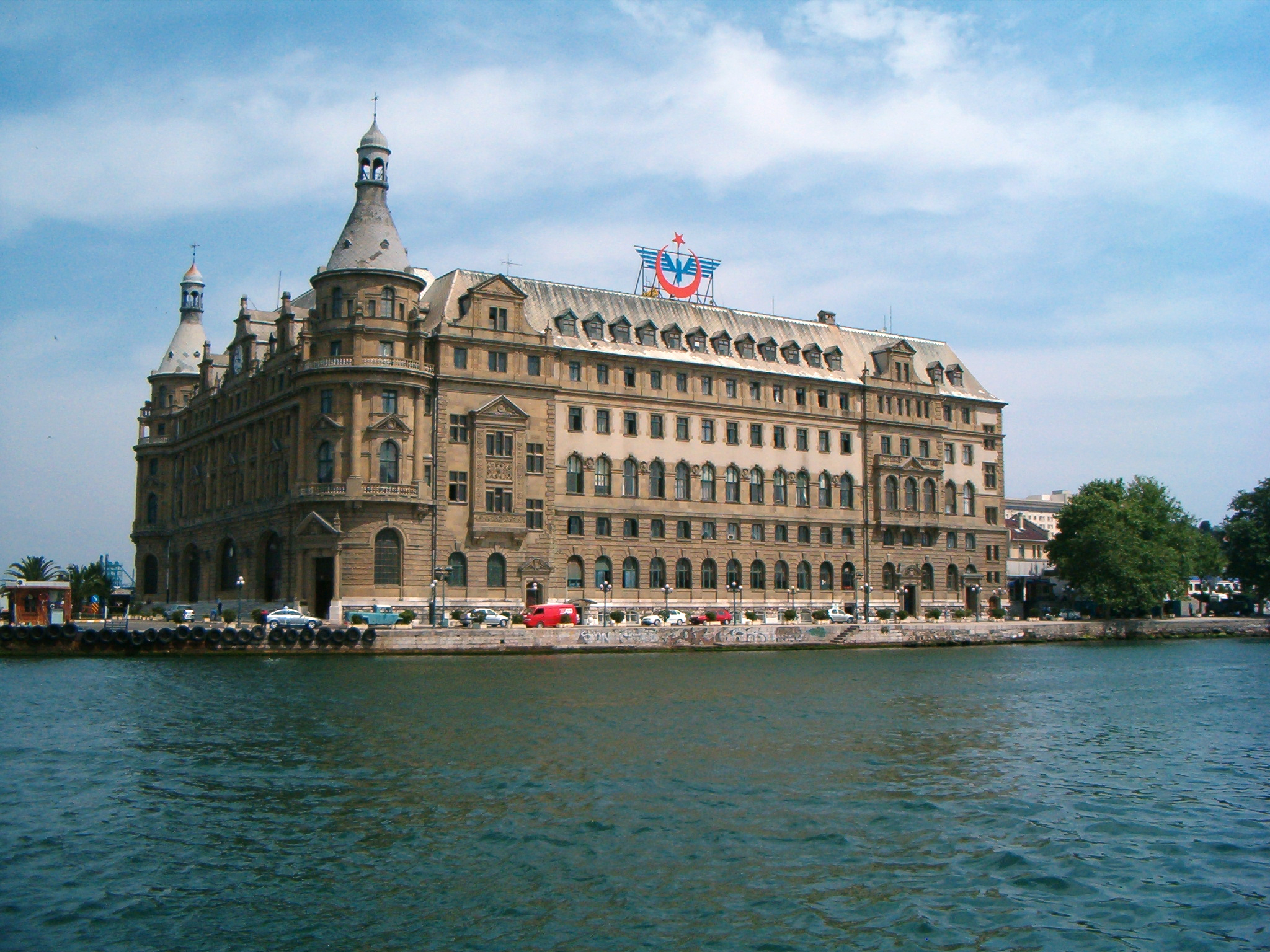
Haydarpasa treinstation, ooit het beginpunt van de Istanbul-Mecca en -Baghdadlijnen.
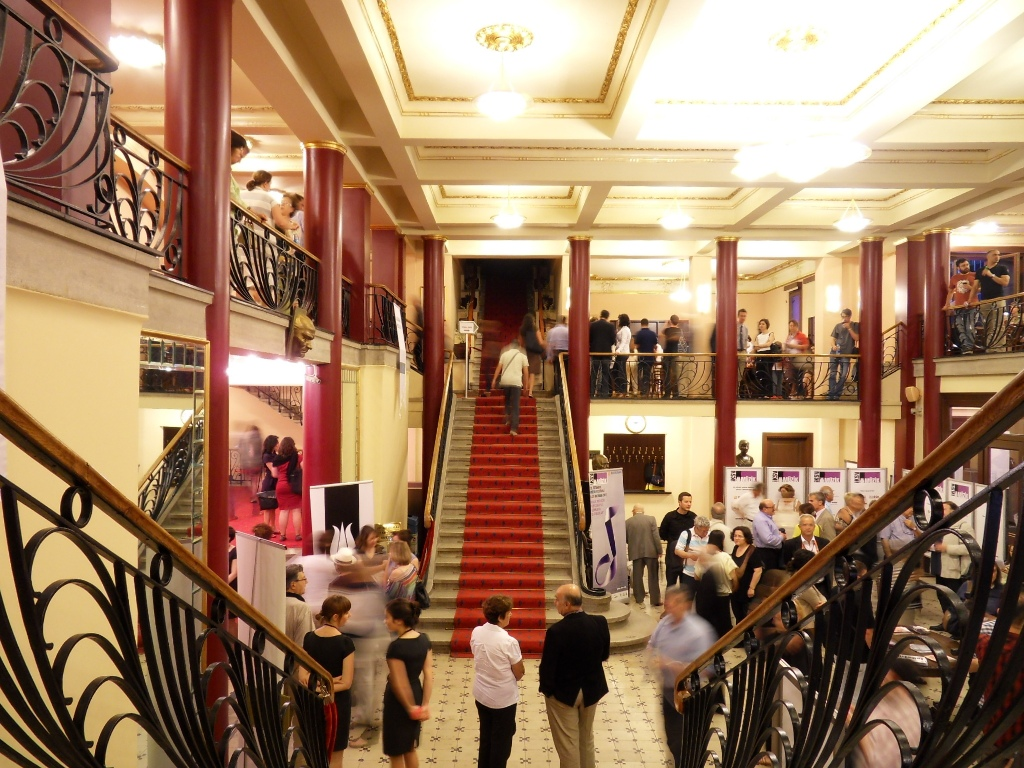
Het Süreyya-operahuis
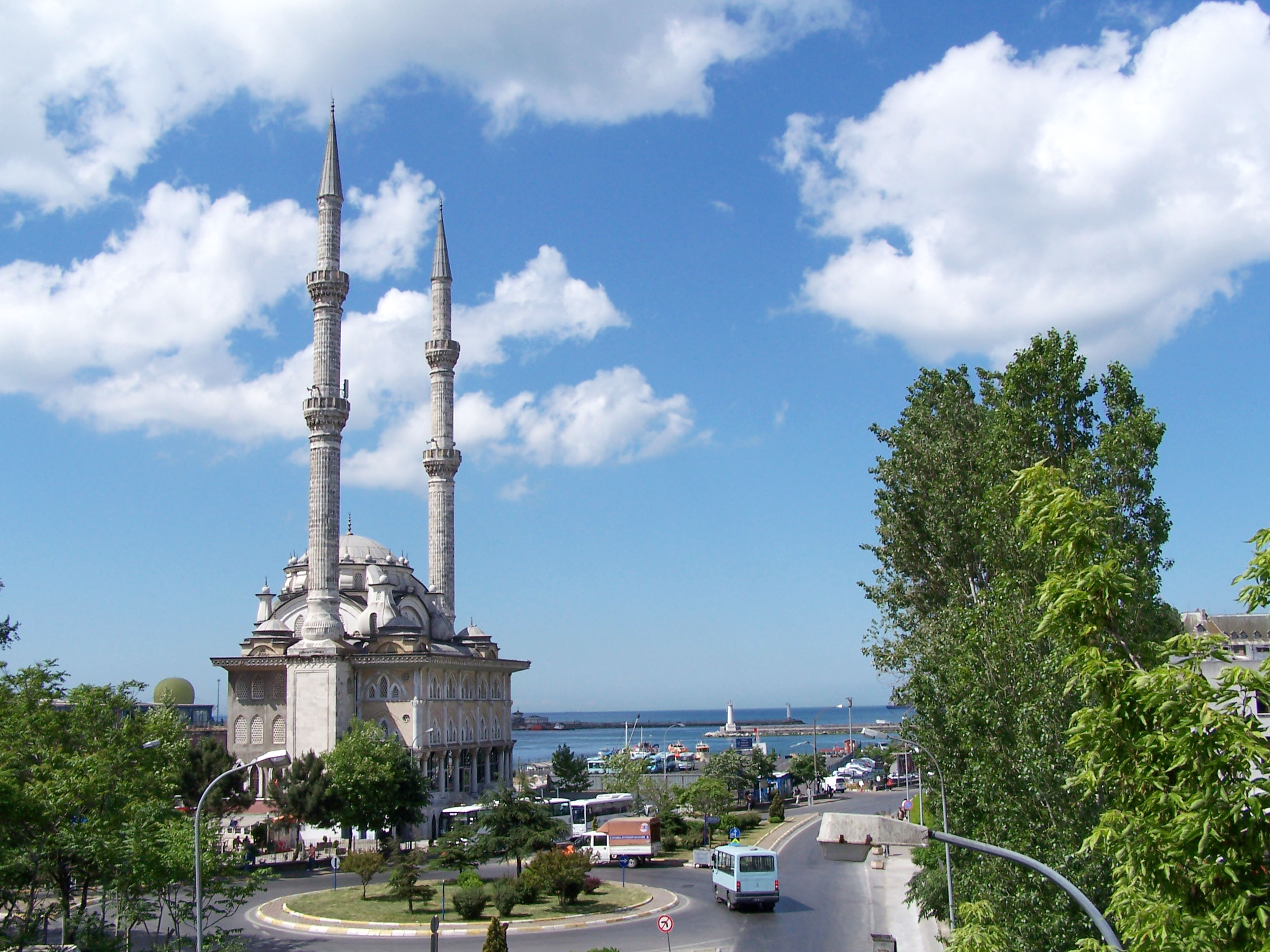
De Protokolmoskee in Hayderpasa, een wijk van Kadıköy